# 2009年のスポーツ
< 2009年
- 年度別スポーツ記事一覧

2009年のスポーツでは、2009年（平成21年）のスポーツ関連の出来事についてまとめる。
2009年前後：2008年のスポーツ - 2009年のスポーツ - 2010年のスポーツ

## できごと
下記のスポーツはそれぞれの個別記事を参照すること。
2009年の野球（プロ野球、MLB）、2009年のサッカー、2009年の相撲、2009年のバレーボール、2009年のバスケットボール、2009年の日本競馬、2009年の自転車競技、2009年のNFL
ただし上記に含まれるスポーツのうち、世界的な影響があった事件、一般社会に対しても長期的かつ大きな影響を及ぼした事件や快挙、複数のスポーツに跨る事態等については本項に重複記載する。

### 1月
- 1日 - 【陸上競技】第53回全日本実業団対抗駅伝競走大会で、富士通が日清食品グループチーム・旭化成とのアンカー勝負を制し、9年ぶり2回目の優勝。
- 3日 - 【陸上競技】第85回東京箱根間往復大学駅伝競走で、同大会に60回以上出場している大学のうち唯一優勝の無かった東洋大学が、往路・復路をともに制し初優勝。
- 7日 - 【ラグビー】第88回全国高等学校ラグビーフットボール大会で、常翔啓光学園が御所工業・実業連合チームを24-15で下し、4大会ぶり7度目の優勝。
- 10日 - 【ラグビー】第45回全国大学ラグビーフットボール選手権大会決勝で、早稲田大学が帝京大学を20-10で下し、2年連続15回目の優勝。
- 11日 - 【陸上競技】第27回全国都道府県対抗女子駅伝競走大会で、京都府が13回目の優勝。1988年から1992年にかけて5連覇して以来2度目の5連覇を達成。
- 17日 - 【四輪自動車】アルゼンチン・チリで初開催された第31回ダカール・ラリーが終了。優勝はフォルクスワーゲンのジニエル・デ・ドゥリビエ(南アフリカ)-D・フォンジツェビッツ(ドイツ)組で、メーカー・ドライバー共に初優勝。三菱自動車の連覇は7でストップ。
- 18日 - 【陸上競技】第14回全国都道府県対抗男子駅伝競走大会で、長野県が大会新記録の2時間18分43秒で2年連続5回目の優勝。
- 18日 - 【卓球】全日本卓球選手権大会で、女子は平野早矢香（通算5回目）が、男子は水谷隼（通算3回目）が、ともに3連覇を達成。

### 2月
- 1日 - 【四輪自動車】世界ラリー選手権第1戦が アイルランドで開催され、セバスチャン・ローブ(フランス)が優勝。2位にダニ・ソルド(スペイン)が入り、シトロエンは1-2フィニッシュ。併催のジュニア世界ラリー選手権はアーロン・ニコラル・ブルカート(ドイツ｜スズキ)が優勝。
- 1日 - 【水泳】イギリスの日曜紙「ニューズ・オブ・ザ・ワールド」に、北京オリンピック金メダリストのマイケル・フェルプス（アメリカ）が大麻を吸引している写真が掲載され、同選手は事実を認め謝罪。アメリカオリンピック委員会は同選手を非難する声明を発表するも[1]、国際オリンピック委員会は処分しない方針を表明[2]。
- 1日 - 【アメリカンフットボール】フロリダ州タンパで行われた第43回スーパーボウルで、ピッツバーグ・スティーラーズがアリゾナ・カーディナルスを27-23で下し、3年ぶり、史上最多となる6回目の優勝[3]。
- 4日 - 【四輪自動車】三菱自動車がダカール・ラリーの参戦終了を発表。2001年から2007年まで7連勝を達成するものの、2009年は4台中完走は1台。総合10位。経済悪化で撤退を余儀なくされる。[4]
- 13日 - 【ラグビー】ジャパンラグビートップリーグ・東芝ブレイブルーパス所属のトンガ人選手が、日本アンチ・ドーピング機構による検査で1月に大麻陽性反応が検出されていた問題で、再検査の結果も陽性となり、同チームは当該選手を退団、瀬川智広監督を謹慎、第46回日本ラグビーフットボール選手権大会出場を辞退する各措置を発表。マイクロソフトカップ優勝チームの全日本選手権出場辞退は初[5]。
- 15日【四輪自動車】世界ラリー選手権第2戦がノルウェーで開催され、セバスチャン・ローブ(フランス|シトロエン)が頻差で優勝し、今季2勝目。併催のプロダクションカー世界ラリー選手権は。シュコダ・ファビアスーパー2000に乗るパトリック・サンデル(スウェーデン)がドライバー、車種、カテゴリ(スーパー2000規定)共に初優勝。
- 22日 - 【陸上競技】今回で最後の開催となる第27回横浜国際女子駅伝（横浜市）で、日本が大会最多となる10回目の優勝。
- 26日 - 【スキー】ノルディックスキー世界選手権（チェコ・リベレツ）ノルディック複合団体で、日本チーム（小林範仁、湊祐介、加藤大平、渡部暁斗）がドイツに競り勝ち、同種目で1995年以来14年ぶりとなる優勝。

### 3月
- 1日 - 【陸上競技】びわ湖毎日マラソン（滋賀県）で、 ポール・テルガト（ケニア）が優勝。4位に入り日本人最高位となった清水将也（旭化成）が、2009年世界陸上選手権マラソン日本代表候補に内定[6]。
- 3日 - 【スキーオリエンテーリング】北海道留寿都村のルスツリゾートにて、アジア圏では初めての開催となる世界スキーオリエンテーリング選手権の開会式が行われた。8日までにスプリント、ロング、ミドル、リレーと4種目の競技が行われた。
- 7日 - 【スキー】日本で2度目の開催となったフリースタイルスキー世界選手権猪苗代大会（会場：福島県耶麻郡猪苗代町/リステルスキーファンタジア）の女子シングルモーグル決勝で上村愛子（日本/北野建設）が24.71点で優勝、世界選手権初優勝を飾ると同時に、第21回冬季オリンピックバンクーバー大会日本代表選手第一号出場内定者となる[7]。
- 8日
  - 【陸上競技】名古屋国際女子マラソン（名古屋市）で、藤永佳子（日本/資生堂）が初マラソン初優勝、2009年世界陸上選手権女子マラソン日本代表候補内定[8]。
  - 【スキー】フリースタイルスキー世界選手権猪苗代大会（日本）最終日の女子デュアルモーグル決勝で上村愛子が伊藤みき（日本/中京大学）に勝利してこの種目でも世界選手権初制覇を飾った。また、伊藤みきは2位に入ったことで上村に続きバンクーバー冬季五輪日本代表内定となった[9]。
- 15日 - 【自動車】世界ラリー選手権第3戦がキプロスで開催され、セバスチャン・ローブ（(フランス/シトロエン）が開幕3連勝。前戦ノルウェーからクサラWRCを動かすペター・ソルベルグが3位入賞した。併催のプロダクションカー世界ラリー選手権はパトリック・サンデル（スウェーデン/シュコダ）が2連勝。ジュニア世界ラリー選手権はマーティン・プロコップ（チェコ/シトロエン）が初優勝。
- 17日 - 【自動車】国際自動車連盟（FIA)は今シーズンからF1世界選手権シリーズの年間優勝者の決定方法をポイント数から勝利数に変更すると発表。その後、FOTA等の反対を受け、2010年以降への延期を発表した。
- 22日
  - 【陸上競技】 第3回東京マラソンが開催され、男子の部ではサリム・キプサング（ケニア）が2時間10分27秒で優勝した。2位に前田和浩（日本/九電工）が入り、2009年世界陸上選手権ベルリン大会の男子マラソン日本代表選手に自動内定を得た。
女子の部は那須川瑞穂（日本/アルゼ）が2時間25分38秒で優勝した。また、このレースを最後に第一線を退くアテネ・北京のオリンピック日本代表の土佐礼子（日本/三井住友海上）が3位に入り、競技生活を締め括る健闘を見せた[10]。
  - 【自動車】スーパーGTが岡山国際サーキットで開幕。GT500の優勝は近藤真彦率いる#24 日産・GT-R（タイヤ:ヨコハマ）。2位はX JAPANのYOSHIKIが支援する#18 ホンダ・NSX（タイヤ:ブリヂストン）。GT300はチーム坂東の#19 レクサス・IS（タイヤ:ヨコハマ）が優勝。[11]
- 23日 - 【野球】第2回ワールドベースボールクラシック決勝戦がアメリカ合衆国・ロサンゼルスのドジャー・スタジアムにて挙行され、日本が韓国を5-3（延長10回）で退け、2006年大会に続く連続優勝を果たした[12]。

### 4月
- 5日 - 【四輪自動車】世界ラリー選手権第4戦がポルトガルで開催され、セバスチャン・ローブ(フランス|シトロエン)が4連勝。併催のプロダクションカー世界ラリー選手権は地元のアーミンド・アラウージョ(三菱)が初優勝。ジュニア世界ラリー選手権はミハエル・コシューツコ(チェコ|スズキ)が今季初優勝した。
- 29日 - 【柔道】全日本柔道選手権大会（日本武道館）で、2009年世界柔道選手権大会（オランダ）男子100kg以下級代表に決まっている穴井隆将（天理大学職員）が棟田康幸（警視庁）を旗判定の末下し、初優勝を果たした。しかし既に100kg以下級の代表となっていることから、この大会の結果で決めるとされる世界柔道男子100kg超級の代表には棟田が選出された。

### 5月
- 10日
  - 【カヌー】カヌー競技のワールドカップスプリントシリーズ第1戦がラシセ（チェコ）で開催され、女子シングルカヤック500mで北本忍（富山県体育協会）が1分51秒943で1位入線し、日本のカヌー選手として初のワールドカップ優勝を飾った[13]。
  - 【水泳】オーストラリアのキャンベラで開催された競泳の日本－オーストラリア対抗戦、男子200m背泳ぎに出場した入江陵介（近畿大学）が1分52秒86の世界新記録を樹立して優勝。日本競泳選手の長水路世界記録保持者は男子平泳ぎ（100m&200m）の北島康介（日本コカ・コーラ）に次いで現役二人目となった[14]。しかしその後、着用していたデサント社製“arena”ブランド水着が、「水着内に空気を溜め込む構造になっている」として国際水泳連盟が改善命令を出したため、世界新記録の認定が保留扱いとなり、後日正式に不認定の決定が出された。

### 6月
- 7日 - 【テニス】全仏オープン男子シングルス決勝でロジャー・フェデラー（スイス）がロビン・セーデリング（スウェーデン）を下し、1999年にアンドレ・アガシ（アメリカ合衆国）が達成して以来11年ぶり、男子では史上6人目のキャリアグランドスラムを達成すると共に、4大大会の通算優勝回数を14回とし、史上1位のピート・サンプラス（アメリカ合衆国）に並んだ。
- 13日 - 【プロレス】広島市で行われたプロレスリング・ノア広島大会で、同団体社長でもあるレスラー三沢光晴が、バックドロップを受けた際の衝撃で頚髄離断を起こし、リング上で心肺停止状態となり、その後搬送された同市内の病院で死亡が確認された。
- 14日 - 【プロレス】大阪市で行われた大阪プロレス大阪ミナミ ムーブ・オン アリーナ大会で、レフェリーのテッド・タナベがメインイベントのレフェリングを終えてリングを下りた直後に倒れ、意識不明に陥り、すぐに病院へ搬送されるも、翌15日の午後12時23分に急性心筋梗塞により死去。
- 26日 - 【陸上競技】 2009年（平成21年）第93回日本陸上競技選手権大会第2日目の女子200メートル走にて、福島千里（北海道ハイテクノロジー専門学校）が23秒00の日本新記録を樹立した。

### 7月
- 5日（現地時間） - 【テニス】ウィンブルドン男子シングルス決勝でロジャー・フェデラー（スイス）がアンディ・ロディック（アメリカ合衆国）を下し、4大大会の通算勝利数を15とし史上1位となった。
- 7日 - 【自動車】トヨタ自動車傘下の富士スピードウェイが2010年以降のF1世界選手権シリーズからの開催中止を発表[15]。
- 25日 - 【水泳】イタリア・ローマで行われた2009年世界水泳選手権のシンクロナイズドスイミング部門において、日本チーム（愛称：マーメイドジャパン）はチーム競技で6位に終わり、マーメイドジャパンはシンクロナイズドスイミングが夏季オリンピックの正式種目となって以降初めて、世界選手権においてメダルを獲得することができなかった。
- 26日
  - 【自転車】ツール・ド・フランス（フランス）がゴールを迎え、スペインのアルベルト・コンタドールが優勝。別府史之と新城幸也が、日本人として初めて同大会での完走を果たした。

  - 【ゴルフ】アメリカ女子プロゴルフツアー(LPGA)のエビアン・マスターズ最終日が行われ、宮里藍がLPGAツアー初優勝を飾った。
- 28日（現地時間）
  - 【ラグビー】国際ラグビー評議会の特別理事会がダブリン（アイルランド）にて開催され、2019年ラグビーワールドカップの開催国に日本を選出した。また、同時に2015年大会開催国にイングランドが選出された[16]。
  - 【競泳】 イタリア・ローマで行われた2009年世界水泳選手権の競泳男子100m背泳ぎで古賀淳也（日本 / 早稲田大学）が52秒26の日本新記録で優勝した[17]。また、この日当地で行われた国際水泳連盟(Fina)総会で、2010年以降「競泳用の水着は織物に限定し、水を弾く素材の使用は全面禁止。また、最大許容形状は、下は男女とも膝上まで、上は男が腰（臍の下）まで、女は肩まで（肩・首は覆わない）」とする方針が決定した。
- 29日
  - 【四輪自動車】BMWザウバーが本年限りでのF1参戦撤退を発表。今季は全10チーム中8位と低迷していることから決断、BMW本体がF1にかかる巨額の費用を削減し、環境対応技術の開発に振り向ける[18]。
  - 【四輪自動車】スクーデリア・フェラーリは、25日のF1ハンガリーGP予選でクラッシュを起こし欠場したフェリペ・マッサに代わり、8月23日の欧州GPから同社スーパーアドバイザーのミハエル・シューマッハがマッサが出場可能になるまで代理で参戦すると発表した。実現すればシューマッハは2006年に引退して以来の復帰戦となる[19] はずであったが、後にシューマッハ自身も体調不良により、復帰を断念した。

### 8月
- 2日（現地時間） - 【水泳】第二次世界大戦後の日本水泳界で活躍した古橋廣之進が、国際水泳連盟の幹部として滞在していたローマ市内のホテルで死亡。連絡しても反応が無かったことから、日本水泳連盟幹部の要請を受けイタリア警察が出動したところ、ベッド上で死んでいるのが見つかったという。
- 13日 - 【総合】国際オリンピック委員会(IOC)は、ドイツ・ベルリンで開いた総会で、東京も招致に名乗りを挙げた2016年の夏季オリンピックで新たに実施する競技の候補を、ゴルフと7人制ラグビーに決定。日米などが目指していた野球とソフトボールの復活、空手などの採用はならなかった。
- 16日 - 【ゴルフ】アメリカ合衆国・ヘーゼルティンナショナルで行われた全米プロゴルフ選手権で、韓国のY・E・ヤンがタイガー・ウッズを抑え優勝し、アジア人男性として男子プロゴルフの米国ツアーを初めて制した。アジア人として初めて米国ツアーを制したのは樋口久子である。
- 23日 - 【陸上競技】この日最終日を迎えた2009年世界陸上競技選手権大会で、男子槍投げの村上幸史（スズキ）が、この種目で五輪・世界選手権を通じて日本人初メダルとなる銅メダルを獲得した。

### 9月
- 6日（現地時間） - 【野球】米大リーグシアトル・マリナーズのイチロー（鈴木一朗）が、日米通算に続いて米大リーグ単独で2,000本安打を達成。在籍9年目での達成は米大リーグ史上最速。また、1週間後の13日（現地時間）には、同じく米大リーグ史上初となる、9年連続200本安打を達成。
- 9日 - 【テニス】女子テニスの杉山愛が東レ パン・パシフィック・オープン・テニストーナメント を最後に現役引退を発表。

### 10月
- 2日（現地時間） - 【オリンピック】2016年第30回夏季オリンピックの開催地を決める国際オリンピック委員会（IOC）総会がデンマークのコペンハーゲンで行われ、3回の投票の結果、リオデジャネイロ（ブラジル）が南米初の開催地に決定。
- 15日（現地時間） - 【体操】世界体操選手権男子個人総合で内村航平が2005年の冨田洋之以来日本人として4年ぶり4人目の金メダルを獲得。
- 16日（現地時間） - 【体操】世界体操選手権女子個人総合で鶴見虹子が銅メダルを獲得、同種目のメダル獲得は1966年の池田敬子以来同種目に於いて43年ぶり2人目。

### 11月
- 2日 - 【自動車】ブリヂストンが2010年限りでF1からの撤退を発表。
- 4日
  - （現地時間）【野球】米大リーグワールドシリーズで、ニューヨーク・ヤンキースが前年覇者フィラデルフィア・フィリーズを下して対戦成績を4勝2敗とし、9年ぶり27回目の大リーグ制覇。契約切れで退団の可能性を残している松井秀喜が、打撃専門で出場した選手として初めてシリーズMVPを獲得した。日本人選手では初の受賞。
  - 【自動車】トヨタ自動車が今年限りでF1からの撤退を発表。
- 8日
  - 【二輪自動車】ロードレース世界選手権バレンシアグランプリGP250クラス決勝で、青山博一が7位に入賞、同クラスでの総合優勝を決めた。日本人による同クラスのチャンピオンは2001年の加藤大治郎以来8年ぶり3人目であり、青山は本年度で終了する同クラス最後のチャンピオンとなった。
- 15日
  - 【陸上競技】第1回横浜国際女子マラソンが日本陸連主催レースとしては初の周回コースで行われ、インガ・アビトワ（ロシア）が記念すべき初代女王に輝いた。日本勢は嶋原清子（セカンドウィンドAC）がこれに続き2位入賞。
- 23日 - 【バレーボール】この日閉幕した2009年ワールドグランドチャンピオンズカップ男子大会で、ブラジルが2連覇[20]。日本チームが銅メダルを獲得。バレーボール4大大会（グラチャン→世界選手権→ワールドカップ→オリンピックのローテーション）で日本男子がメダルを獲得したのは1977年のワールドカップ以来32年ぶり。
- 29日
  - 【ゴルフ】横峯さくらが、この日最終日を迎えたLPGAツアーチャンピオンシップで逆転優勝し、諸見里しのぶを抜き返して初の日本国内女子ツアーにおける賞金女王に輝いた。
  - 【ボクシング】WBCフライ級タイトルマッチで、挑戦者の亀田興毅が6度目の防衛を目指した内藤大助を判定で下し、2階級制覇を達成。

### 12月
- 5日 - 【フィギュアスケート】フィギュアスケートグランプリファイナルの男子シングルで織田信成が、女子シングルで安藤美姫が、共に銀メダルを獲得し、バンクーバーオリンピック代表に内定。
- 6日
  - 【ゴルフ】石川遼の日本男子ツアー賞金王が確定、18歳2か月での賞金王は従来のツアー最年少賞金王だった尾崎将司の26歳を更新。10代での賞金王は日本ツアー男女を通じ初。
  - 【陸上競技】第63回福岡国際マラソンが福岡県福岡市で開催され、ツェガエ・ケベデ（エチオピア}）が2時間5分18秒で優勝。尚、ケベデの優勝タイムは日本国内で開催された男子フルマラソンで初の2時間5分台となる史上最高記録であった[21]。一方で日本人は8位以内（入賞扱い）にも入れず惨敗。被選考対象レースとなっている2010年アジア大会の本大会からの代表選出は絶望的となった。[22]
- 11日（現地時間） - 【ゴルフ】タイガー・ウッズが、不倫による家族問題等を理由にPGAツアーの無期限欠場をホームページで発表。
- 13日
  - 【陸上競技】岐阜県で行われた全日本実業団対抗女子駅伝大会で、三井住友海上（東日本実業団）が2大会ぶりの優勝。区間ごとに順位が激しく入れ替わる状況下で、区間賞を獲得した選手は一人もいないにもかかわらず優勝した。
  - 【アメリカンフットボール】阪神甲子園球場で行われた甲子園ボウルで、61シーズンぶりの出場となった関西代表の関西大学カイザースが、関東代表の法政大学トマホークスを下し、62シーズンぶりの優勝。
- 17日 - 【バレーボール】平成21年度天皇杯・皇后杯全日本バレーボール選手権大会女子ファイナルラウンド1回戦において、東九州龍谷高等学校が、VプレミアリーグのNECレッドロケッツに3-2で、翌18日の同準々決勝では、同じくVプレミア勢のパイオニアレッドウィングスに3-1で、それぞれ勝利。高校生チームが、公式戦でVプレミア勢を破ったのも、バレーボール大会に天皇杯皇后杯が下賜されるようになった1996年以降の下賜大会で準決勝に進出したのも、いずれも史上初。
- 18日 - 【ボクシング】WBC世界バンタム級タイトルマッチで、チャンピオンの長谷川穂積がランキング第10位のアルバロ・ペレス（ニカラグア）を4ラウンドTKOで下し、日本人プロボクサーとしては具志堅用高に次ぐ10回連続防衛の記録を樹立。
- 20日 - 【スケート】スピード・ショートトラックで日本の第一人者だった寺尾悟が、全日本ショートトラックスピードスケート選手権大会で唯一出場した男子1000mの結果が準決勝敗退に終わり、バンクーバーオリンピック代表の座を逃したことを受け、大会後に現役引退を表明した。
- 21日 - 【テニス】現役に復帰したクルム伊達公子が、14年ぶりにフェドカップ日本代表入りした。日本はフェドカップ2009でワールドグループから転落し、アジア・オセアニアゾーンで戦う。
- 27日 - 【スケート】バンクーバーオリンピックフィギュアスケート競技の日本代表が決まった。このうちシングルは、ISUグランプリの結果により内定していた織田信成と安藤美姫に加え、この日終了した第78回全日本フィギュアスケート選手権で優勝した男子の髙橋大輔（2年ぶり4回目）と女子の浅田真央（伊藤みどり以来22年ぶりの4連覇）、及び同大会の成績優秀者であった小塚崇彦と鈴木明子の、男女3人ずつとなった。
- 29日
  - 【ラグビー】第89回全国高等学校ラグビーフットボール大会で、滋賀県代表の光泉が選手にノロウイルス感染者が出た為試合の辞退を発表。このため翌30日の2回戦で対戦予定だった神奈川県代表桐蔭学園が不戦勝で3回戦進出。
- 30日 - 【スケート】バンクーバーオリンピックスピードスケート競技の日本代表が決定。北海道の中学3年生髙木美帆が、同競技では初となる中学生五輪代表となった。浅田真央が前回出られなかったフィギュアスケートと異なり、スピードスケートの場合は15歳でも出場資格が認められている。岡崎朋美が38歳での出場を決めた一方で清水宏保は選考会で結果を出せず落選、現役引退の意向を示した。

## 総合競技大会
- スペシャルオリンピックス冬季世界大会（1月31日～2月7日、 アメリカ合衆国・ボイシ）
- 第24回冬季ユニバーシアード（2月18日～28日、 中国・ハルビン）- 日本の獲得メダル : 金9、銀8、銅3
- 欧州小国競技大会（6月1日～6日、 キプロス・ニコシア）
- 地中海競技大会（6月26日～7月5日、 イタリア・ペスカーラ）
- 第25回夏季ユニバーシアード（7月1日～12日、 セルビア・ベオグラード） - 日本の獲得メダル : 金20、銀21、銅32
- 第1回アジアユースゲームズ（6月29日～7月7日、 シンガポール）- 日本の獲得メダル : 金5、銀6、銅4
- 第8回ワールドゲームズ（7月16日～26日、 台湾・高雄）- 日本の獲得メダル : 金5、銀7、銅7（公開競技含む）
- 第1回アジア格闘技大会（8月1日～9日、 タイ・バンコク）- 日本の獲得メダル : 金9、銀2、銅3
- 第21回夏季デフリンピック（9月5日～15日、 台湾・台北） - 日本の獲得メダル : 金5、銀6、銅9
- 第7回ワールドマスターズゲームズ（10月10日～18日、 オーストラリア・シドニー）
- 第3回アジア室内競技大会（10月30日～11月8日、 ベトナム・ハノイ） - 日本の獲得メダル : 金5、銀9、銅9
- 第5回東アジア競技大会（12月5日～13日、 香港） - 日本の獲得メダル : 金62、銀58、銅70
- 第64回国民体育大会（一部を除き新潟県）
  - 冬季スケート・冬季アイスホッケー - 青森県・1月28日～2月1日
  - 冬季スキー - 2月17日～20日
  - （夏季）水泳競技 - 9月9日〜13日
  - 秋季本大会 - 9月26日～10月6日

天皇杯順位：優勝新潟県、第2位東京都、第3位大阪府
皇后杯順位：優勝新潟県、第2位東京都、第3位大阪府
- 第9回全国障害者スポーツ大会（10月10日～12日、新潟県）
- 平成21年度全国高等学校総合体育大会（奈良県など・7月29日〜8月20日）

## アイスホッケー
- 2009年アイスホッケー世界選手権（4月24日～5月10日、 スイス・チューリッヒ、ベルン）
決勝 :  ロシア 2-1  カナダ
- アイスホッケー女子世界選手権（4月4日～12日、 フィンランド・ヴァンター & ハメーンリンナ）
決勝 :  アメリカ合衆国 4-1  カナダ
- NHLオールスターゲーム（1月25日、ベル・センター）
イースタン・カンファレンス 12-11 ウエスタン・カンファレンス
- スタンレー・カップ・ファイナル（5月30日～6月12日）
ピッツバーグ・ペンギンズ（イースタン）（4勝3敗）デトロイト・レッドウイングス（ウエスタン）
- 全日本アイスホッケー選手権大会（2月9日～15日、ダイドードリンコアイスアリーナ、新横浜スケートセンター）
決勝 : SEIBUプリンス ラビッツ 6-5 日本製紙クレインズ
- アジアリーグアイスホッケー・プレーオフ・ファイナル（3月13日～3月23日）
日本製紙クレインズ（4勝3敗）SEIBUプリンス ラビッツ

## アメリカンフットボール

### NFL
- AFCチャンピオンシップゲーム（1月18日、ハインツ・フィールド）
ピッツバーグ・スティーラーズ 23-14 ボルチモア・レイブンズ
- NFCチャンピオンシップゲーム（1月18日、フェニックス大学スタジアム）
アリゾナ・カージナルス 32-25 フィラデルフィア・イーグルス
- 第43回スーパーボウル（2月1日、レイモンド・ジェームス・スタジアム）
ピッツバーグ・スティーラーズ （AFC） 27-23 アリゾナ・カージナルス （NFC）
- プロボウル（2月8日、アロハ・スタジアム）
NFC 30-21 AFC
  - MVP - ラリー・フィッツジェラルド（アリゾナ・カージナルス）

### 日本の大会
- 第62回ライスボウル（1月3日、東京ドーム）
立命館大学パンサーズ（学生代表） 17-13 パナソニック電工インパルス（Xリーグ代表）
- 第64回甲子園ボウル（12月13日、阪神甲子園球場）
関西大学カイザース（関西） 50-38 法政大学トマホークス（関東）
- 第23回ジャパンXボウル（12月21日、東京ドーム）
鹿島ディアーズ 21-14 富士通フロンティアーズ

## オートレース
- 第22回全日本選抜オートレース（2月11日～15日、船橋オートレース場）優勝 : 永井大介
- 第28回オールスターオートレース（4月25日～29日、飯塚オートレース場）優勝 : 永井大介
- 第13回オートレースグランプリ（9月19日～23日、川口オートレース場）優勝 : 木村武之
- 第41回日本選手権オートレース（10月30日～11月3日、伊勢崎オートレース場）優勝 : 木村武之
- 第24回スーパースター王座決定戦（12月27日～31日、船橋オートレース場）優勝 : 高橋貢

## オリエンテーリング

### フットオリエンテーリング
- ワールドゲームズ2009（7月17日～19日、 台湾・高雄）
  - スプリント競技（男子）優勝: アンドレイ・ハラモフ（ ロシア）
  - スプリント競技（女子）優勝: ミンナ・カウッピ（ フィンランド）
  - ミドル競技（男子）優勝: ダニエル・フブマン（ スイス）
  - ミドル競技（女子）優勝: en:Johanna Allston（ オーストラリア）
  - リレー競技（混成）優勝:  ロシア
- 世界オリエンテーリング選手権（8月16日～23日、 ハンガリー・ミシュコルツ）
  - ロング競技（男子）優勝: ダニエル・フブマン（ スイス）
  - ロング競技（女子）優勝: シモーネ・ニグリ＝ルーダー（ スイス）
  - ミドル競技（男子）優勝: ティエリー・ジョルジュ（ フランス）
  - ミドル競技（女子）優勝: ダナ・ブロツコバ（ チェコ）
  - スプリント競技（男子）優勝: アンドレイ・ハラモフ（ ロシア）
  - スプリント競技（女子）優勝: ヘレナ・ヤンソン（ スウェーデン）
  - リレー競技（男子）優勝:  スイス
  - リレー競技（女子）優勝:  ノルウェー

### スキーオリエンテーリング
- 世界スキーオリエンテーリング選手権（3月3日～8日、 日本・ルスツ）

### MTBオリエンテーリング
- 世界MTBオリエンテーリング選手権（8月9日～16日、 イスラエル・テルアビブ郊外）

## カーリング
- 世界男子カーリング選手権（4月4日～12日、 カナダ・モンクトン）
決勝 :  スコットランド 7-6  カナダ
- 世界女子カーリング選手権（3月21日～29日、 韓国・江陵市）
決勝 :  中国 8-6  スウェーデン
- 世界ミックスダブルスカーリング選手権（4月18日～25日、 イタリア・コルティーナ・ダンペッツォ）
決勝 :  スイス 7-4  ハンガリー
- パシフィックカーリング選手権（11月12日～17日、 日本・スカップ軽井沢）
男子優勝 :  中国
女子優勝 :  中国
- 日本カーリング選手権大会（2月10日～15日、青森市）
男子決勝 : SC軽井沢クラブ 7-5 長野県CA
女子決勝 : チーム青森 9-7 常呂高校

## 競艇
スペシャルグレードの全レースもしくは主要GIレースの結果についてのみまとめるものとする。
| グレード | 競走名                               | 開催競艇場 | 期間            | 優勝者             |
| -------- | ------------------------------------ | ---------- | --------------- | ------------------ |
| GI       | 第23回新鋭王座決定戦競走             | びわこ     | 1月20日 - 25日  | 松下一也（静岡）   |
| GI       | 第22回女子王座決定戦競走             | 尼崎       | 3月3日 - 8日    | 新田芳美（徳島）   |
| SG       | 第43回総理大臣杯競走                 | 多摩川     | 3月17日 - 22日  | 池田浩二（愛知）   |
| GI       | 第10回競艇名人戦競走                 | 鳴門       | 4月14日 - 19日  | 山崎毅（熊本）     |
| SG       | 第36回笹川賞競走                     | 福岡       | 5月26日 - 31日  | 瓜生正義（福岡）   |
| SG       | 第19回グランドチャンピオン決定戦競走 | 戸田       | 6月23日 - 28日  | 今垣光太郎（石川） |
| SG       | 第14回オーシャンカップ競走           | 若松       | 7月21日 - 26日  | 菊地孝平（静岡）   |
| SG       | 第55回モーターボート記念競走         | 丸亀       | 8月25日 - 30日  | 池田浩二（愛知）   |
| SG       | 第56回全日本選手権競走               | 尼崎       | 10月7日 - 13日  | 松井繁（大阪）     |
| SG       | 第12回競艇王チャレンジカップ競走     | 常滑       | 11月24日 - 29日 | 原田幸哉（愛知）   |
| SG       | 第24回賞金王シリーズ戦競走           | 住之江     | 12月18日 - 23日 | 井口佳典（三重）   |
| SG       | 第24回賞金王決定戦競走               | 住之江     | 12月20日 - 23日 | 松井繁（大阪）     |

## 競馬

### アイルランド
- アイリッシュダービー（6月28日、カラ競馬場）優勝 : フェイムアンドグローリー、騎手 : ジョニー・ムルタ
- アイリッシュチャンピオンステークス（9月5日、レパーズタウン競馬場）優勝 : シーザスターズ、騎手 : マイケル・キネーン

### アメリカ合衆国
- サンタモニカハンデキャップ（1月31日、サンタアニタパーク競馬場）優勝 : ヴェンチュラ、騎手 : ギャレット・ゴメス
- ドンハンデキャップ（1月31日、ガルフストリームパーク競馬場）優勝 : アルバータスマキシマス、騎手 : アラン・ガルシア
- ガルフストリームパークターフハンデキャップ（2月1日、ガルフストリームパーク競馬場）優勝 : キップデヴィル、騎手 : コーネリオ・ヴェラスケス
- ラスヴァージネスステークス（2月7日、サンタアニタパーク競馬場）優勝 : スターダムバウンド、騎手 : マイク・スミス
- サンタマリアハンデキャップ（2月14日、サンタアニタパーク競馬場）優勝 : サンタテレシタ、騎手 : ジョー・タラモ
- サンタアニタハンデキャップ（3月7日、サンタアニタパーク競馬場）優勝 : アインシュタイン、騎手 : ジュリアン・ルパルー
- フランク・E・キルローマイルハンデキャップ（3月7日、サンタアニタパーク競馬場）優勝 : ジオポンティ、騎手 : ラモン・ドミンゲス
- サンタアニタオークス（3月7日、サンタアニタパーク競馬場）優勝 : スターダムバウンド、騎手 : マイク・スミス
- サンタマルガリータインビテーショナルハンデキャップ（3月14日、サンタアニタパーク競馬場）優勝 : ライフイズスウィート、騎手 : ギャレット・ゴメス
- フロリダダービー（3月28日、ガルフストリームパーク競馬場）優勝 : クオリティロード、騎手 : ジョン・ヴェラスケス
- ウッドメモリアルステークス（4月4日、アケダクト競馬場）優勝 : アイウォントリヴェンジ、騎手 : ジョー・タラモ
- カーターハンデキャップ（4月4日、ガルフストリームパーク競馬場）優勝 : コディアックカウボーイ、騎手 : ジョン・ヴェラスケス
- サンタアニタダービー（4月4日、サンタアニタパーク競馬場）優勝 : パイオニアオブザナイル、騎手 : ギャレット・ゴメス
- アッシュランドステークス（4月4日、キーンランド競馬場）優勝 : フーワイ、騎手 : コーリー・ラナリー
- アップルブロッサムハンデキャップ（4月4日、オークローンパーク競馬場）優勝 : セブンスストリート、騎手 : ラジヴ・マラーゲ
- メイカーズマークマイルステークス（4月10日、キーンランド競馬場）優勝 : ミスターシドニー、騎手 : ケント・デザーモ
- ブルーグラスステークス（4月11日、キーンランド競馬場）優勝 : ジェネラルクォーターズ、騎手 : エイバー・コア
- ケンタッキーオークス（5月1日、チャーチルダウンズ競馬場）優勝 : レイチェルアレクサンドラ、騎手 : カルヴィン・ボレル
- ケンタッキーダービー（5月2日、チャーチルダウンズ競馬場）優勝 : マインザットバード、騎手 : カルヴィン・ボレル
- プリークネスステークス（5月16日、ピムリコ競馬場）優勝 : レイチェル・アレクサンドラ、騎手 : カルヴィン・ボレル
- ベルモントステークス（6月6日、ベルモントパーク競馬場）優勝 : サマーバード、騎手 : ケント・デザーモ
- ハンブルトニアン（8月8日、メドウランズ競馬場）優勝 : Muscle Hill、馭手 : Brian Sears
- アーリントンミリオン（8月8日、アーリントンパーク競馬場）優勝 : ジオポンティ、騎手 : ラモン・ドミンゲス

### アラブ首長国連邦
- ドバイゴールデンシャヒーン（3月28日、ナド・アルシバ競馬場）優勝 : ビッグシティマン、騎手 : ジョン・ヴェラスケス
- ドバイデューティーフリー（3月29日、ナド・アルシバ競馬場）優勝 : グラディアトラス、騎手 : アーマド・アジュテビ
- ドバイシーマクラシック（3月29日、ナド・アルシバ競馬場）優勝 : イースタンアンセム、騎手 : アーマド・アジュテビ
- ドバイワールドカップ（3月29日、ナド・アルシバ競馬場）優勝 : ウェルアームド、騎手 : アーロン・グライダー

### イギリス
- チャンピオンハードル（3月10日、チェルトナム競馬場）優勝 : パンジャビ、騎手 : バリー・ゲラーティ
- チェルトナムゴールドカップ（3月13日、チェルトナム競馬場）優勝 : コートスター、騎手 : ルビー・ウォルシュ
- グランドナショナル（4月4日、エイントリー競馬場）優勝：モンモム、騎手 : ライアム・トレッドウェル
- 2000ギニー（5月2日、ニューマーケット競馬場）優勝 : シーザスターズ、騎手 : マイケル・キネーン
- 1000ギニー（5月3日、ニューマーケット競馬場）優勝 : ガナーティ、騎手 : リチャード・ヒルズ
- エプソムオークス（6月5日、エプソム競馬場）優勝 : サリスカ、騎手: ジェイミー・スペンサー
- エプソムダービー（6月6日、エプソム競馬場）優勝 : シーザスターズ、騎手 : マイケル・キネーン
- キングジョージ6世&クイーンエリザベスステークス（7月25日、アスコット競馬場）優勝 : コンデュイット、騎手 : ライアン・ムーア
- セントレジャーステークス（9月12日、ドンカスター競馬場）優勝 : マスタリー、騎手 : テッド・ダーカン

### シンガポール
- シンガポール航空インターナショナルカップ（5月17日、クランジ競馬場）優勝 : グロリアデカンペオン、騎手 : ティアゴ・ペレイラ

### フランス
- アメリカ賞（1月25日、ヴァンセンヌ競馬場）優勝 : Meaulnes du Corta、馭手 : Franck Nivard
- ガネー賞（4月26日、ロンシャン競馬場）優勝 : ヴィジョンデタ、騎手 : イオリッツ・メンディザバル
- プール・デッセ・デ・プーラン（5月10日、ロンシャン競馬場）優勝: シルヴァーフロスト、騎手 : クリストフ・スミヨン
- ディアヌ賞（6月14日、シャンティイ競馬場）優勝: スタセリタ、騎手 : クリストフ・ルメール
- サンクルー大賞（6月28日、サンクルー競馬場）優勝 : スパニッシュムーン、騎手 : ライアン・ムーア
- ジャック・ル・マロワ賞（8月16日、ドーヴィル競馬場）優勝 : ゴルディコヴァ、騎手 : オリビエ・ペリエ

### 香港
- チャンピオンズマイル（4月26日、沙田競馬場）優勝 : サイトウィナー、騎手 : ブレット・プレブル
- クイーンエリザベス2世カップ（4月26日、沙田競馬場）優勝 : プレスヴィス、騎手 : ライアン・ムーア

## 剣道
- 第14回世界剣道選手権大会（8月28日～30日）
男子個人優勝 : 寺本将司（ 日本）
男子団体優勝 :  日本
女子個人優勝 : 鷹見由紀子（ 日本）
女子団体優勝 :  日本
- 全日本女子剣道選手権（9月27日、静岡県武道館）
優勝 : 村山千夏（埼玉県警）
- 全日本剣道選手権（11月3日、日本武道館）
優勝 : 内村良一（警視庁）

## ゴルフ

### 男子プロ
- フェデックスカップ総合優勝：タイガー・ウッズ
- PGAツアー賞金王：タイガー・ウッズ
- 日本ツアー賞金王：石川遼
- ヨーロピアンツアー賞金王：リー・ウエストウッド（ イングランド）
- マスターズ(4月9日～12日、 アメリカ合衆国・ジョージア州・オーガスタ・ナショナル・ゴルフクラブ）
  - 優勝：アンヘル・カブレラ（ アルゼンチン）-12（276）（プレーオフ）初優勝
    - 日本人最高は片山晋呉の-10（278）の4位
- 全米オープン（6月18日〜22日、 アメリカ合衆国・ニューヨーク州ベスページステートパークGCブラックコース）（悪天候による日程変更の為5日間開催）
  - 優勝：ルーカス・グローバー（ アメリカ合衆国） -4（276）初優勝
    - 日本人最高は矢野東の+6（286）の27位タイ
- 全英オープン（7月16日〜19日、 スコットランド・ターンベリーエイルザコース）
  - 優勝：スチュワート・シンク（ アメリカ合衆国） -2（278）（プレーオフ）初優勝
    - 日本人最高は久保谷健一の+4（284）の27位タイ
- 全米プロゴルフ選手権(8月13日～16日、 アメリカ合衆国・ミネソタ州・ヘーゼルティン・ナショナルGC）
  - 優勝：梁容銀（ 韓国）-8（280）（プレーオフ）初優勝
    - 日本人最高は石川遼、藤田寛之の+8（296）の56位タイ
- ワールドカップ優勝国 :  イタリア（エドアルド・モリナリ＆フランチェスコ・モリナリ）

### 世界4大大会（女子）
- クラフト・ナビスコ選手権(4月2日〜5日  アメリカ合衆国・カリフォルニア州・ミッションヒルズCC）
  - 優勝：ブリタニー・リンシコム アメリカ合衆国 -9（279）
    -  日本勢最高は、横峯さくらの+3（291）で25位タイ
- 全米女子プロゴルフ選手権(6月11日〜14日  アメリカ合衆国 ・メリーランド州・ブルロックGC）
  - 優勝：アンナ・ノードクイスト スウェーデン -15（273）
    -  日本勢最高は、宮里美香の+1（289）で39位タイ
- 全米女子オープン(7月9日〜12日  アメリカ合衆国 ・ペンシルベニア州・ソーコンバレーCC）
  - 優勝：池恩憙 韓国0（284）
    -  日本勢最高は、宮里藍の+4（288）で6位タイ
- 全英女子オープン(7月30日〜8月2日  イングランド ・ロイヤルリザム&セントアンズGC）
  - 優勝：カトレオナ・マシュー スコットランド-3(285）
    -  日本勢最高は、宮里藍の+1（289）で3位タイ

### PGA・日本男子メジャー大会
- 日本ゴルフツアー選手権（6月4日〜7日 茨城県笠間市・宍戸ヒルズCC）
  - 優勝：五十嵐雄二 -8（276） 初優勝
- 日本プロゴルフ選手権（6月11日〜14日 北海道恵庭市・恵庭CC）
  - 優勝：池田勇太 -14（266） 初優勝
- 日本オープンゴルフ選手権競技（10月15日〜18日埼玉県入間市 武蔵CC・豊岡コース）
  - 優勝：小田龍一 -6（282） 初優勝
- 日本シリーズ（12月3日〜6日東京都稲城市 東京よみうりCC）
  - 優勝：丸山茂樹 -9（271） 12年ぶり2回目

### JLPGA・日本女子メジャー大会
- ワールドレディスチャンピオンシップ（5月7日〜10日 茨城県つくばみらい市・茨城GC西コース
  - 優勝：諸見里しのぶ -13（275）初優勝
- 日本女子プロゴルフ選手権大会（9月10日〜13日 岐阜県関市・岐阜関CC ・東コース
  - 優勝：諸見里しのぶ -6（282）初優勝
- 日本女子オープンゴルフ選手権競技（10月1日〜4日 千葉県我孫子市・我孫子GC
  - 優勝：宋ボベ（ 韓国） -11（277）初優勝（横峯さくらとのプレーオフ）
- LPGAツアーチャンピオンシップ（11月26日〜29日 宮崎県宮崎市・宮崎カントリークラブ）
  - 優勝：横峯さくら -6（282）

## 柔道
- 全日本選抜柔道体重別選手権大会（4月4日～5日、福岡国際センター）
- 全日本女子柔道選手権大会（4月19日、横浜文化体育館）
優勝: 塚田真希（綜合警備保障）（8年連続8回目）
- 全日本柔道選手権大会（4月29日、日本武道館）
優勝: 穴井隆将（天理大学職員）（初優勝）
- 講道館杯全日本柔道体重別選手権大会（女子: 11月14日、男子: 11月15日、千葉ポートアリーナ）
- 2009年世界柔道選手権大会（8月26日～30日、 オランダ・ロッテルダム）
- IJFグランプリシリーズ
  - グランドスラム・パリ2009（2月7日～8日）
  - グランドスラム・モスクワ2009（5月30日～31日）
  - グランドスラム・リオデジャネイロ2009（7月4日～5日）
  - グランドスラム・東京2009（旧嘉納治五郎杯東京国際柔道大会ワールドグランプリ。12月11日〜13日、東京体育館）

## 水泳
- 第50回日本短水路選手権水泳競技大会（2月21日～22日、東京都／ 日本）
- 第85回日本選手権水泳競技大会競泳競技（4月16日～19日、静岡県浜松市／ 日本）
- 第85回日本選手権水泳競技大会飛込競技（4月3日～5日、東京都／ 日本）
- 第85回日本選手権水泳競技大会シンクロ競技（5月2日～5日、東京都／ 日本）
- 第85回日本選手権水泳競技大会水球競技（9月25日～27日、神奈川県相模原市／ 日本）
- 第13回世界水泳選手権（7月18日～8月2日、ローマ／ イタリア）

## スキー・スノーボード
- 2009年スノーボード世界選手権（1月15日～25日、 韓国・江原道）
- 2009年アルペンスキー世界選手権（2月2日～15日、 フランス・ヴァル・ディゼール）
- 2009年ノルディックスキー世界選手権（2月18日～3月1日、 チェコ・リベレツ）
- 2009年フリースタイルスキー世界選手権（3月2日～8日、福島県・猪苗代町）

## スケート

### ショートトラック
- 世界ショートトラックスピードスケート選手権大会（3月6日～8日、 オーストリア・ウィーン）
- 世界ショートトラックスピードスケートチーム選手権大会（3月14日～15日、 オランダ・ヘーレンフェーン）

### スピードスケート
- 世界スプリントスピードスケート選手権大会（1月17日・18日、 ロシア・モスクワ）
男子総合優勝 : シャニー・デービス（ アメリカ合衆国）
女子総合優勝 : 王北星（ 中国）
- 世界オールラウンドスピードスケート選手権大会（2月6日～8日、 ノルウェー・ハーマル）
男子総合優勝 : スベン・クラマー（ オランダ）
女子総合優勝 : マルティナ・サーブリーコヴァー（ チェコ）
- 世界距離別スピードスケート選手権大会（3月13日～15日、 カナダ・リッチモンド、バンクーバー）

### フィギュアスケート
- 四大陸フィギュアスケート選手権（2月2日～8日、 カナダ・バンクーバー）
男子シングル優勝 : パトリック・チャン（ カナダ）
女子シングル優勝 : 金妍兒（ 韓国）
ペア優勝 : 龐清、佟健組（ 中国）
アイスダンス優勝 : メリル・デイヴィス 、チャーリー・ホワイト組（ アメリカ合衆国）
- 世界フィギュアスケート選手権（3月23日～29日、 アメリカ合衆国・ロサンゼルス）
男子シングル優勝 : エヴァン・ライサチェク（ アメリカ合衆国）
女子シングル優勝 : 金妍兒（ 韓国）
ペア優勝 : アリオナ・サフチェンコ、ロビン・ゾルコーヴィ（ ドイツ）
アイスダンス優勝 : オクサナ・ドムニナ、マキシム・シャバリン（ ロシア）
- ISUグランプリファイナル（12月3日～6日、東京・代々木第一体育館）
男子シングル優勝 : エヴァン・ライサチェク（ アメリカ合衆国）
女子シングル優勝 : 金妍兒（ 韓国）
ペア優勝 : 申雪、趙宏博（ 中国）
アイスダンス優勝 : メリル・デイヴィス、チャーリー・ホワイト（ アメリカ合衆国）
- 第78回全日本フィギュアスケート選手権（12月25日～27日、大阪府・なみはやドーム）
男子シングル優勝 : 髙橋大輔
女子シングル優勝 : 浅田真央
ペア優勝 : 高橋成美、マービン・トラン組
アイスダンス優勝 : キャシー・リード 、クリス・リード組

## 体操

### 体操競技
- 第41回世界体操競技選手権（10月13日～18日、 イギリス・ロンドン）
男子個人総合優勝 : 内村航平（ 日本）
女子個人総合優勝 : ブリジット・スローン（ アメリカ合衆国）
- 全日本体操競技選手権大会（個人総合: 4月25日～26日、団体・種目別: 11月19日～21日、東京・代々木第一体育館）
男子個人総合優勝 : 内村航平（日本体育大学）
女子個人総合優勝 : 鶴見虹子（朝日生命体操クラブ）
男子団体優勝 : KONAMI
女子団体優勝 : 朝日生命体操クラブ

### 新体操
- 2009年世界新体操選手権（9月7日～13日、三重県伊勢市・三重県営サンアリーナ）
個人総合優勝 : エフゲニア・カナエワ（ロシア）
団体総合優勝 : イタリア
- 第62回全日本新体操選手権大会（10月15日～10月18日、代々木第一体育館）
女子個人総合優勝 : 日高舞（東京女子体育大学）
女子団体総合優勝 : 東京女子体育大学

### トランポリン
- 第26回世界トランポリン競技選手権（11月7日～15日、 ロシア・サンクトペテルブルク）
男子個人優勝 : 董棟（ 中国）
女子個人優勝 : 黄珊汕（ 中国）
- 第46回全日本トランポリン競技選手権大会（11月28日～29日、大阪府・ひまわりドーム）
男子個人優勝 : 伊藤正樹（金沢学院北國クラブ）
女子個人優勝 : 廣田遥（阪南大学クラブ）

## 卓球
- 全日本卓球選手権大会（1月13日～18日、東京体育館）
男子シングルス優勝：水谷隼(明治大学）（3年連続3回目）
女子シングルス優勝：平野早矢香（ミキハウス）（3年連続5回目）
男子ダブルス優勝：岸川聖也、水谷隼
女子ダブルス優勝：平野早矢香、石川佳純
混合ダブルス優勝：田勢邦史、田勢美貴江
- 世界卓球選手権（4月28日～5月5日、横浜アリーナ）
男子シングルス優勝 : 王皓（ 中国）
女子シングルス優勝 : 張怡寧（ 中国）
男子ダブルス優勝 : 陳玘、王皓（ 中国）
女子ダブルス優勝 : 郭躍、李暁霞（ 中国）
混合ダブルス優勝 : 李平、曹臻（ 中国）

## テニス

### グランドスラム
- 全豪オープン（1月19日～2月1日）
  - 男子シングルス優勝：ラファエル・ナダル（ スペイン）（初優勝）
  - 女子シングルス優勝：セリーナ・ウィリアムズ（ アメリカ合衆国）（2年ぶり4回目）
  - 男子ダブルス優勝：ボブ・ブライアン&マイク・ブライアン組（ アメリカ合衆国）（2年ぶり3回目）
  - 女子ダブルス優勝：：ヴィーナス・ウィリアムズ、セリーナ・ウィリアムズ組（ アメリカ合衆国）（6年ぶり3回目）
  - 混合ダブルス優勝：：マヘシュ・ブパシ&サニア・ミルザ組（ インド）（初優勝）
- 全仏オープン（5月24日～6月7日）
  - 男子シングルス優勝：ロジャー・フェデラー（ スイス）（初優勝）
  - 女子シングルス優勝：スベトラーナ・クズネツォワ（ ロシア）（初優勝）
  - 男子ダブルス優勝：ルーカス・ドロウヒー（ チェコ）&リーンダー・パエス組（ インド）（初優勝）
  - 女子ダブルス優勝：：ビルヒニア・ルアノ・パスクアル&アナベル・メディナ・ガリゲス組（ スペイン）（2年連続2回目）
  - 混合ダブルス優勝：ボブ・ブライアン&リーゼル・フーバー組（ アメリカ合衆国）（初優勝）
- ウィンブルドン選手権（6月22日～7月5日）
  - 男子シングルス優勝：ロジャー・フェデラー（ スイス）（2年ぶり6回目）
  - 女子シングルス優勝：セリーナ・ウィリアムズ（ アメリカ合衆国）（6年ぶり3回目）
  - 男子ダブルス優勝：ダニエル・ネスター（ カナダ）&ネナド・ジモニッチ組（ セルビア）（2年連続2回目）
  - 女子ダブルス優勝：ビーナス・ウィリアムズ&セリーナ・ウィリアムズ組（ アメリカ合衆国）（2年連続4回目）
  - 混合ダブルス優勝：マーク・ノールズ（ バハマ）&アンナ＝レナ・グローネフェルド組（ ドイツ）（初優勝）
- 全米オープン（8月31日～9月14日）
  - 男子シングルス優勝：フアン・マルティン・デル・ポトロ（ アルゼンチン）（初優勝）
  - 女子シングルス優勝：キム・クライシュテルス（ ベルギー）（4年ぶり2回目）
  - 男子ダブルス優勝：ルーカス・ドロウヒー（ チェコ）&リーンダー・パエス組（ インド）（初優勝）
  - 女子ダブルス優勝：ビーナス・ウィリアムズ&セリーナ・ウィリアムズ組（ アメリカ合衆国）（10年ぶり2回目）
  - 混合ダブルス優勝：トラビス・パロット&カーリー・ガリクソン組（ アメリカ合衆国）（初優勝）

### デビスカップ・フェドカップ
- デビスカップ決勝（12月4日～12月6日、 スペイン・バルセロナ）  スペイン （3勝2敗）  チェコ
- フェドカップ決勝（9月7日～9月8日、 イタリア・レッジョ・ディ・カラブリア）　 イタリア （4勝0敗）  アメリカ合衆国

### 日本
- 第84回全日本テニス選手権（11月7日～15日、東京都・有明テニスの森公園）
  - 男子単決勝 添田豪 2 - 1 杉田祐一
  - 女子単決勝 奈良くるみ 2 - 0 米村知子

## バドミントン
- 第11回スディルマンカップ（5月10日～17日、 中国・広州）
優勝 :  中国
- 世界バドミントン選手権（8月10日～16日、 インド・ハイデラバード）
男子シングルス優勝 : 林丹（ 中国）
女子シングルス優勝 : 廬蘭（ 中国）
男子ダブルス優勝 : 蔡贇、傅海峰（ 中国）
女子ダブルス優勝 : 張亜雯、趙婷婷（ 中国）
混合ダブルス優勝 : トーマス・レイボーン、カミラ・ルター・ユール（ デンマーク）
- 第63回全日本総合バドミントン選手権大会（12月1日～6日、国立代々木競技場第二体育館）
男子シングルス優勝 : 田児賢一（NTT東日本）
女子シングルス優勝 : 廣瀬栄理子（三洋電機）
男子ダブルス優勝 : 平田典靖、橋本博且（トナミ運輸）
女子ダブルス優勝 : 松尾静香、内藤真実（三洋電機）
混合ダブルス優勝 : 平田典靖（トナミ運輸）、前田美順（NEC SKY）

## ハンドボール
- 世界男子ハンドボール選手権（1月18日～2月1日、 クロアチア）
決勝 :  フランス 24-19  クロアチア
- 2009年世界女子ハンドボール選手権（12月5日～20日、 中国）
決勝 :  ロシア 25-22  フランス
- 第61回全日本総合ハンドボール選手権大会（男子・12月16日～20日、女子12月24日～27日、男子：駒沢オリンピック公園総合運動場体育館・女子：高松市香川総合体育館）
- 男子決勝 : 大同特殊鋼 26-25 湧永製薬(4年連続14回目
- 女子決勝 : オムロン 20-19 北國銀行
- 第33回日本ハンドボールリーグ（2008-2009シーズン）
男子優勝 : 大同特殊鋼
女子優勝 : オムロン

## プロレス
- プロレス大賞MVP　棚橋弘至（新日本プロレス　初受賞）
- G1クライマックス優勝 真壁刀義（初優勝）
- 世界最強タッグ決定リーグ戦優勝 武藤敬司・船木誠勝組（初優勝）

## ボクシング

### 日本のジム所属選手の世界戦
| 開催日   | 会場                                                     | タイトル種別                                                   | 対戦者                                       | 結果               | 対戦者                                               |
| -------- | -------------------------------------------------------- | -------------------------------------------------------------- | -------------------------------------------- | ------------------ | ---------------------------------------------------- |
| 1月3日   | 神奈川県横浜市西区 パシフィコ横浜                        | WBC世界スーパーバンタム級 タイトルマッチ                       | 西岡利晃 （王者／帝拳）                      | ☆12回57秒TKO★      | ヘナロ・ガルシア （9位／ メキシコ）                  |
| 1月3日   | 神奈川県横浜市西区 パシフィコ横浜                        | WBA世界ライト級 タイトルマッチ                                 | 小堀佑介 （王者／角海老宝石）                | ★判定☆             | パウルス・モーゼス （1位／ ナミビア）                |
| 2月26日  | 東京都文京区 後楽園ホール                                | WBA女子世界スーパーフライ級 タイトルマッチ                     | 天海ツナミ （1位／山木）                     | ☆判定★             | 張喜燕 （王者／ 中国）                               |
| 3月2日   | タイ・パンガー                                           | WBC女子世界スーパーフライ級 暫定王座決定戦                     | 藤本りえ （10位／協栄）                      | ★4回TKO☆           | ウサナコン・ゴーキャットジム （フライ級25位／ タイ） |
| 3月12日  | 兵庫県神戸市中央区 ワールド記念ホール                    | WBC世界バンタム級 タイトルマッチ                               | 長谷川穂積 （王者／真正）                    | ☆1回2分37秒TKO★    | ブシ・マリンガ （1位／ 南アフリカ共和国）            |
| 3月12日  | 東京都文京区 後楽園ホール                                | WBC世界フェザー級 タイトルマッチ                               | 粟生隆寛 （3位／帝拳）                       | ☆判定★             | オスカー・ラリオス （王者／ メキシコ）               |
| 4月11日  | 大阪府大阪市浪速区 大阪府立体育会館                      | WBA世界スーパーフライ級 タイトルマッチ                         | 名城信男 （王者／六島）                      | ☆8回1分22秒TKO★    | 冨山浩之介 （10位／ワタナベ）                        |
| 4月11日  | 大阪府大阪市浪速区 大阪府立体育会館                      | WBA女子世界ミニマム級 タイトルマッチ                           | 多田悦子 （5位／フュチュール）               | ☆判定★             | 孫抄弄 （王者／ 韓国）                               |
| 4月25日  | ドイツ・ノルトライン＝ヴェストファーレン州クレーフェルト | WBA世界ミドル級 タイトルマッチ                                 | 佐藤幸治 （14位／帝拳）                      | ★7回2分46秒TKO☆    | フェリックス・シュトルム （王者／ ドイツ）           |
| 5月2日   | 東京都文京区 後楽園ホール                                | WBC女子世界ライトフライ級 タイトルマッチ                       | 富樫直美 （王者／ワタナベ）                  | ☆判定★             | OA・ゴーキャットジム （15位／ タイ）                 |
| 5月2日   | 東京都文京区 後楽園ホール                                | WBC女子世界アトム級 タイトルマッチ                             | 小関桃 （王者／青木）                        | ☆判定★             | 池山直 （1位／西日本協会）                           |
| 5月23日  | メキシコ・ヌエボ・レオン州モンテレイ                     | WBA世界スーパーバンタム タイトルマッチ                         | 西岡利晃 （王者／帝拳）                      | ☆3回1分20秒KO★     | ジョニー・ゴンザレス （2位／ メキシコ）              |
| 5月26日  | 東京都江東区 ディファ有明                                | WBC世界フライ級 タイトルマッチ                                 | 内藤大助 （王者／宮田）                      | ☆判定★             | 熊朝忠 （14位／ 中国）                               |
| 5月26日  | タイ・ウタラディット                                     | WBA世界フライ級 タイトルマッチ                                 | 久高寛之 （12位／仲里・ATSUMI）              | ★判定☆             | デンカオセーン・クラティンデーンジム （王者／ タイ） |
| 6月27日  | メキシコ・ヌエボ・ラレド                                 | WBC世界スーパーフェザー級 タイトルマッチ                       | ホルヘ・リナレス （王者／帝拳／ ベネズエラ） | ☆8回1分42秒TKO★    | ホサファト・ペレス （11位／ メキシコ）               |
| 7月3日   | アメリカ合衆国・ネバダ州ラスベガス                       | WBA女子世界ライト級 タイトルマッチ                             | 風神ライカ （7位／竹原&畑山）                | ★判定☆             | レイラ・マッカーター （王者／ アメリカ合衆国）       |
| 7月14日  | 兵庫県神戸市中央区 ワールド記念ホール                    | WBC世界バンタム級 タイトルマッチ                               | 長谷川穂積 （王者／真正）                    | ☆1回2分28秒TKO★    | ネストール・ロチャ （14位／ アメリカ合衆国）         |
| 7月14日  | 兵庫県神戸市中央区 ワールド記念ホール                    | WBA世界フライ級 タイトルマッチ                                 | 高山勝成 （2位／真正）                       | ★判定☆             | ローマン・ゴンサレス （王者／ ニカラグア）           |
| 7月14日  | 東京都文京区 後楽園ホール                                | WBC世界フェザー級 タイトルマッチ                               | 粟生隆寛 （王者／帝拳）                      | ★判定☆             | エリオ・ロハス （1位／ ドミニカ共和国）              |
| 7月25日  | ナミビア・ウィントフーク                                 | WBA世界ライト級 タイトルマッチ                                 | 嶋田雄大 （13位／ヨネクラ）                  | ★判定☆             | パウルス・モーゼス （王者／ ナミビア）               |
| 8月23日  | 大阪府豊中市 よみうり文化ホール                          | WBA女子世界ミニマム級 タイトルマッチ                           | 多田悦子 （王者／フュチュール）              | ☆判定★             | ヤニ・ゴーキャットジム （7位／ タイ）                |
| 8月28日  | タイ・チェンマイ                                         | WBC世界フライ級 暫定タイトルマッチ                             | 升田貴久 （22位／三迫）                      | ★6回1分6秒TKO☆     | ポンサクレック・ウォンジョンカム （暫定王者／ タイ） |
| 8月30日  | 大阪府大阪市浪速区 大阪府立体育会館                      | WBA世界スーパーウェルター級 暫定王座決定戦                     | 石田順裕 （4位／金沢）                       | ☆判定★             | マルコ・アベンダーニョ （5位／ ベネズエラ）          |
| 9月30日  | 大阪府大阪市浪速区 大阪府立体育会館第2競技場             | WBA世界スーパーフライ級 タイトルマッチ                         | 名城信男 （王者／六島）                      | △判定△（王者防衛） | ウーゴ・カサレス （1位／ メキシコ）                  |
| 10月3日  | ウクライナ・ドネツク                                     | WBA世界ウエルター級 タイトルマッチ                             | 佐々木基樹 （15位／帝拳）                    | ★判定☆             | ビアチェスラフ・センチェンコ · （王者／ ウクライナ） |
| 10月6日  | 大阪府大阪市港区 大阪市中央体育館                        | WBA世界フライ級 タイトルマッチ                                 | 亀田大毅 （11位／亀田）                      | ★判定☆             | デンカオセーン・カオウィチット （王者／ タイ）       |
| 10月10日 | 東京都渋谷区 代々木第二体育館                            | WBC世界スーパーバンタム級 タイトルマッチ                       | 西岡利晃 （王者／帝拳）                      | ☆3回終了TKO★       | イバン・エルナンデス （5位／ メキシコ）              |
| 10月10日 | 東京都渋谷区 代々木第二体育館                            | WBA世界スーパーフェザー級 タイトルマッチ                       | ホルヘ・リナレス （王者／帝拳／ ベネズエラ） | ★1回1分13秒TKO☆    | フアン・カルロス・サルガド （6位／ メキシコ）        |
| 11月21日 | 韓国・水原                                               | WBA女子世界フェザー級 タイトルマッチ                           | 天空ツバサ （5位／山木）                     | ★判定☆             | 崔賢美 （王者／ 韓国）                               |
| 11月29日 | 埼玉県さいたま市中央区 さいたまスーパーアリーナ          | WBC世界フライ級 タイトルマッチ                                 | 内藤大助 （王者／宮田）                      | ★判定☆             | 亀田興毅 （3位／亀田）                               |
| 11月29日 | 埼玉県さいたま市中央区 さいたまスーパーアリーナ          | WBC女子世界アトム級 タイトルマッチ                             | 小関桃 （王者／青木）                        | ☆判定★             | ティラポーン・パンニミット （5位／ タイ）            |
| 12月6日  | 大阪府大阪市住之江区 ATCホール                           | WBA女子世界ミニマム級 WBC女子世界ライトフライ級 タイトルマッチ | 富樫直美 （WBC王者/ワタナベ）                | △引分△             | 多田悦子 （WBA王者/フュチュール）                    |
| 12月18日 | 兵庫県神戸市中央区 ワールド記念ホール                    | WBC世界バンタム級 タイトルマッチ                               | 長谷川穂積 （王者／真正）                    | ☆4回2分38秒TKO★    | アルバロ・ペレス （12位／ ニカラグア）               |
| 12月29日 | 大阪府大阪市浪速区 大阪府立体育会館                      | WBA世界スーパーウェルター級 暫定タイトルマッチ                 | 石田順裕 （暫定王者／金沢）                  | ☆判定★             | オネイ・バルデス · （15位／ コロンビア）             |

## モータースポーツ

### 四輪カテゴリー
- ダカール・ラリー（1月3日～18日、 アルゼンチン・ チリ）
四輪部門優勝 : ジニエル・ドゥビリエ（ 南アフリカ共和国、フォルクスワーゲン・トゥアレグ）48時間10分57秒
- F1

- - ドライバーズチャンピオン:ジェンソン・バトン（ イギリス、ブラウンGP）95ポイント（初）
  - コンストラクターズチャンピオン:ブラウンGP 172ポイント（初）
  - 2009モナコグランプリ（5月24日、モンテカルロ市街地コース）
優勝：ジェンソン・バトン（ イギリス、ブラウンGP）
  - 2009日本GP（10月4日、鈴鹿サーキット）
優勝:セバスチャン・ベッテル（ ドイツ、レッドブル・レーシング）
- WRC・世界ラリー選手権

- - 世界ドライバーズ・チャンピオンシップ : セバスチャン・ローブ（ フランス、シトロエン）
- IRL

- - ドライバーズ・チャンピオンシップ : ダリオ・フランキッティ（ イギリス、チップ・ガナッシ・レーシング/ダラーラ/ホンダ）
  - インディ500（5月24日、インディアナポリス・モーター・スピードウェイ）
優勝：エリオ・カストロネベス（ペンスキー）
  - インディジャパン300（9月19日、ツインリンクもてぎ）
優勝 : スコット・ディクソン（チップ・ガナッシ）
- ル・マン24時間レース（6月13日 - 14日、 フランス・ル・マンサルト・サーキット）
総合優勝 : マルク・ジェネ（ スペイン）/アレクサンダー・ヴルツ（ オーストラリア）/デビッド・ブラバム（ オーストラリア）
（プジョースポール・トタル（ フランス）、プジョー908HDi-FAP） 382周
- フォーミュラ・ニッポン

- - シリーズチャンピオン：ロイック・デュバル（NAKAJIMA RACING）
- SUPER GT

- - GT500クラスシリーズチャンピオン：脇阪寿一 / アンドレ・ロッテラー（PETRONAS TOM'S SC430）
  - GT300クラスシリーズチャンピオン：織戸学 / 片岡龍也（ウェッズスポーツIS350）

### 二輪カテゴリー
- ダカール・ラリー（1月3日～18日、 アルゼンチン・ チリ）
二輪部門優勝 : マルク・コーマ（ スペイン、KTM (オートバイ)）52時間14分33秒
- MotoGP

- - MotoGPクラス世界ライダーズ・チャンピオンシップ：バレンティーノ・ロッシ（ イタリア、フィアット・ヤマハ）
  - 日本グランプリ（4月26日、ツインリンクもてぎ）
MotoGPクラス優勝 : ホルヘ・ロレンソ（ スペイン、ヤマハ）
- 鈴鹿8時間耐久ロードレース（7月26日、三重県・鈴鹿サーキット）
  - 総合優勝 : 酒井大作/徳留和樹/青木宣篤（ヨシムラ・スズキ with JOMO）
- 全日本ロードレース選手権
  - JSB1000クラスシリーズチャンピオン：中須賀克行（YSP&PRESTOレーシング）

## ラグビー

### 国際大会
- シックス・ネイションズ（2月7日～3月21日）
優勝 :  アイルランド（全勝）- グランドスラム達成
- トライ・ネイションズ（7月18日～9月19日）
優勝 :  南アフリカ共和国（5勝1敗）

### 全日本選手権
- 決勝：2月28日 東京・秩父宮ラグビー場
三洋電機ワイルドナイツ 24-16 サントリーサンゴリアス(2年連続2回目）

### ジャパンラグビートップリーグ
- ジャパンラグビートップリーグ レギュラーシーズン～1月18日
1位 : 東芝ブレイブルーパス 勝点59
2位 : 三洋電機ワイルドナイツ 勝点58
3位 : サントリーサンゴリアス 勝点51
4位 : 神戸製鋼コベルコスティーラーズ 勝点43

の4チームがマイクロソフトカップに進出
- マイクロソフトカップ決勝（秩父宮ラグビー場・2月8日）
東芝ブレイブルーパス 17-6 三洋電機ワイルドナイツ(2年ぶり4回目）

### 日本の学生ラグビー
- 第88回全国高等学校ラグビーフットボール大会決勝（近鉄花園ラグビー場・1月7日）
常翔啓光学園（大阪第1）24‐15御所工業・実業（奈良）（4年ぶり7回目）
- 第45回全国大学ラグビーフットボール選手権大会決勝（国立霞ヶ丘競技場陸上競技場・1月10日）
早稲田大学20‐10 帝京大学（2年連続15回目）

## 陸上競技
- IAAFグランプリ大阪大会（5月9日、長居陸上競技場）
- 日本陸上競技選手権大会（6月25日～28日、広島広域公園陸上競技場）
- 第12回世界陸上選手権（8月15日～23日、 ドイツ・ベルリン）
- スーパー陸上（9月23日、等々力陸上競技場）

### マラソン

#### ワールドマラソンメジャーズ
2008-09 男子総合優勝 : サムエル・ワンジル（ ケニア） 90ポイント
2008-09 女子総合優勝 : イリーナ・ミキテンコ（ ドイツ） 90ポイント
- ボストンマラソン（4月20日）
男子優勝 : デリバ・メルガ（ エチオピア） 2時間08分42秒
女子優勝 : サリナ・コスゲイ（ ケニア） 2時間32分16秒
- ロンドンマラソン（4月26日）
男子優勝 : サムエル・ワンジル（ ケニア） 2時間05分10秒
女子優勝 : イリーナ・ミキテンコ（ ドイツ） 2時間22分11秒
- 世界陸上選手権
男子マラソン（8月22日）個人優勝 : アベル・キルイ（ ケニア） 2時間06分54秒
女子マラソン（8月23日）個人優勝 : 白雪（ 中国） 2時間25分15秒
- ベルリンマラソン（9月20日）
男子優勝 : ハイレ・ゲブレセラシエ（ エチオピア） 2時間06分08秒
女子優勝 : アツェデ・ハブタム・ベスエ（ エチオピア） 2時間24分47秒
- シカゴマラソン（10月11日）
男子優勝 : サムエル・ワンジル（ ケニア） 2時間05分41秒
女子優勝 : リリア・ショブホワ（ ロシア）2時間25分56秒
- ニューヨークシティマラソン（11月1日）
男子優勝 : メブ・ケフレジギ（ アメリカ合衆国） 2時間09分15秒
女子優勝 : デラルツ・ツル（ エチオピア） 2時間28分52秒

#### 日本国内大会

##### 男子
- 第58回別府大分毎日マラソン
  - 2月1日 大分県大分市 大分市営陸上競技場スタート・ゴール
  - 優勝：アディル・アンナニ（ モロッコ）2時間10分15秒
- 第64回びわ湖毎日マラソン
  - 3月1日 滋賀県大津市 皇子山陸上競技場スタート・ゴール
  - 優勝：ポール・テルガト（ ケニア）2時間10分22秒
- 第63回福岡国際マラソン
  - 12月6日 福岡県福岡市中央区 平和台陸上競技場スタート・ゴール
  - 優勝：ツェガエ・ケベデ（ エチオピア）2時間5分18秒

##### 女子
- 第28回大阪国際女子マラソン
  - 1月25日 大阪府大阪市東住吉区・長居陸上競技場スタート・ゴール
  - 優勝：渋井陽子 （日本/三井住友海上）2時間23分42秒 （8年ぶり2回目）
- 第30回名古屋国際女子マラソン
  - 3月8日 愛知県名古屋市瑞穂区・瑞穂陸上競技場スタート・ゴール
  - 優勝：藤永佳子 （日本/資生堂）2時間28分13秒 （初優勝）
- 第1回横浜国際女子マラソン
  - 11月15日 神奈川県横浜市中区・山下公園スタート・ゴール（周回コース）
  - 優勝：インガ・アビトワ （ ロシア）2時間27分18秒（初優勝）
  - 日本勢最高は：嶋原清子（セカンドウィンドAC） 2時間28分51秒

##### 総合
- 第3回東京マラソン
  - 3月22日　東京都新宿区：東京都庁スタート／東京都江東区：東京国際展示場ゴール
  - 男子優勝：サリム・キプサング（ ケニア） 2時間10分27秒
  - 女子優勝：那須川瑞穂 （日本/アルゼ）2時間25分38秒 （初優勝）
- 第11回長野オリンピック記念長野マラソン
  - 4月19日 長野市長野運動公園前スタート／長野オリンピックスタジアムゴール
  - 男子優勝：イサック・マチャリア（ ケニア） 2時間11分21秒
  - 女子優勝：イリナ・ティモフェーエワ（ ロシア） 2時間30分07秒
- 第23回北海道マラソン
  - 8月30日 札幌市中央区中島公園スタート／札幌市中央区大通公園ゴール
  - 男子優勝：ダニエル・ジェンガ（ ケニア／ヤクルト） 2時間12分03秒
  - 女子優勝：嶋原清子（ 日本／セカンドウィンドAC） 2時間25分10秒

### 駅伝

#### 総合
- 第21回国際千葉駅伝（千葉市稲毛区千葉県総合スポーツセンター陸上競技場発着・11月23日）
  - 優勝 :  日本 2時間5分58秒 （2年ぶり2度目）

#### 男女同日開催
- 男子第60回、女子第21回全国高等学校駅伝競走大会（京都市右京区西京極総合運動公園陸上競技場発着12月20日
  - 男子優勝：世羅（広島）2時間04分09秒（3年ぶり6回目）
  - 女子優勝：豊川（愛知） 1時間08分27秒（2年連続2回目）

#### 男子
- 第53回全日本実業団駅伝（群馬県・1月1日）
  - 優勝 : 富士通 4時間51分55秒 （9年ぶり2度目）
- 第85回東京箱根間往復大学駅伝競走（東京都千代田区読売新聞本社前⇔神奈川県箱根町・芦ノ湖1月2日～3日）
  - 総合優勝：東洋大学 11時間9分14秒 （初優勝）
  - 往路優勝：東洋大学  5時間33分24秒 （初優勝）
  - 復路優勝：東洋大学  5時間35分50秒 （初優勝）
- 第14回全国都道府県対抗男子駅伝（広島市中区　広島平和記念公園発着・1月18日）
  - 優勝 : 長野 2時間18分43秒<大会新記録> （2年連続5回目）
- 第21回出雲全日本大学選抜駅伝競走（島根県・10月12日）
  - 優勝 : 日本大学 2時間10分07秒 （2年連続5回目）
- 第41回全日本大学駅伝対校選手権大会（愛知県名古屋市熱田区→三重県伊勢市・11月1日）
  - 優勝 : 日本大学 5時間21分04秒 （4年ぶり3回目）

#### 女子
- 第27回全国都道府県対抗女子駅伝（京都市右京区　西京極陸上競技場発着・1月11日）
  - 優勝 : 京都 2時間15分39秒 （5年連続13回目）
    - 大会5連覇は1988～92年の京都以来17年ぶり
- 第27回（最終回）横浜国際女子駅伝（横浜市中区　横浜赤レンガ倉庫発着・2月22日）
  - 優勝 : 日本 2時間15分5秒 （4年ぶり10回目）
- 第27回全日本大学女子駅伝対校選手権大会（宮城県仙台市宮城野区仙台市陸上競技場→青葉区仙台市役所前市民広場・10月25日）
  - 優勝 : 佛教大学 2時間3分32秒 （初優勝）
- 第29回全日本実業団対抗女子駅伝競走大会（岐阜県岐阜市長良川陸上競技場発着・12月13日）
  - 優勝 : 三井住友海上 2時間15分27秒 （2年ぶり7回目）
- 第7回全日本大学女子選抜駅伝競走大会（茨城県・12月23日）
  - 優勝 : 佛教大学 1時間37分35秒（初優勝）

## レスリング
- レスリング世界選手権（9月21日～27日、 デンマーク・ヘルニング）
- 全日本選抜レスリング選手権大会（6月20日～21日、代々木第2体育館）
- 全日本レスリング選手権大会（12月21日～23日、代々木第2体育館）

## スポーツの賞
- 日本プロスポーツ大賞
大賞: 石川遼（男子ゴルフ）
殊勲賞: 2009 ワールド・ベースボール・クラシック日本代表（野球）、原辰徳（野球）、白鵬翔（大相撲）
最高新人賞: 攝津正（野球）
特別賞: 鹿島アントラーズ（サッカー）、長谷川穂積（ボクシング）、横峯さくら（女子ゴルフ）
- 平成21年度JOCスポーツ賞
最優秀賞: 浅田真央（スケート）
優秀賞: 髙橋大輔（スケート）、古賀淳也（水泳）、内村航平（体操）、上野順恵（柔道）
新人賞: 羽生結弦（スケート）、村上佳菜子（スケート）
特別功労賞: 村上幸史（陸上競技）、第21回オリンピック冬季競技大会スピードスケート女子チームパシュート日本代表（小平奈緒、穂積雅子、田畑真紀）
特別栄誉賞: 該当者なし
- ローレウス世界スポーツ賞
最優秀男子選手: ウサイン・ボルト（ ジャマイカ、陸上競技）
最優秀女子選手: エレーナ・イシンバエワ（ ロシア、陸上競技）
最優秀チーム: 2008年北京オリンピックの中国選手団
最優秀成長選手: レベッカ・アドリントン（ イギリス、競泳）
最優秀復活選手: ビタリ・クリチコ（ ウクライナ、ボクシング）
最優秀障害者選手: ダニエル・ディアス（ ブラジル、競泳）
最優秀Xスポーツ選手: ケリー・スレーター（ アメリカ合衆国、サーフィン）
生涯功労賞: ラクラン・スコット（ オーストラリア、陸上競技）

## その他のスポーツ
- 第7回スポーツアコード国際会議（3月23日～27日、 アメリカ合衆国・デンバー）

## 誕生
- 1月8日 - 赤間凛音（宮城県、スケートボード）
- 5月9日 - 角谷瑠菜（千葉県、サッカー）
- 6月12日 - キム・ユソン（韓国、フィギュアスケート）
- 8月28日 - 工藤璃星（愛知県、スノーボード）
- 9月22日 - 吉沢恋（神奈川県、スケートボード）
- 11月12日 - 清水さら（滋賀県、スノーボード）

## 死去
- 1月2日 - 平木隆三（大阪府、サッカー、*1931年）
- 1月4日 - レオ・クライシュテルス（ベルギー、サッカー、*1956年）
- 1月10日 - シドニー・ウッド（アメリカ、テニス、*1911年）
- 1月22日 - ビル・ワーバー（アメリカ、野球、*1908年）
- 1月25日 - 手島慶介（群馬県、競輪、*1975年）
- 1月28日 - グレン・デービス（アメリカ、陸上競技、*1934年）
- 1月29日 - エリオ・グレイシー（ブラジル、柔術家、*1913年）
- 1月30日 - インゲマル・ヨハンソン（スウェーデン、ボクシング、*1932年）
- 2月2日 - 山内一弘（愛知県、野球、*1932年）
- 2月7日 - ベティ・ジェームソン（アメリカ、ゴルフ、*1919年）
- 2月18日 - カミラ・スコリモフスカ（ポーランド、陸上競技、*1982年）
- 2月26日 - ジョニー・カー（アメリカ、バスケットボール、*1932年）
- 3月1日 - 大昇充宏（長野県、相撲、*1925年）
- 3月20日 - 安田伊佐夫（宮崎県、競馬、*1944年）
- 3月22日 - 青井達也（大阪府、ラグビー、*1932年）
- 3月23日 - 稗田研二（東京都、競馬、*1948年）
- 3月24日 - 辻昌建（広島県、ボクシング、*1978年）
- 3月24日 - ジョージ・ケル（アメリカ、野球、*1922年）
- 3月25日 - 遠藤幸雄（秋田県、体操、*1937年）
- 3月27日 - 杉山悟（愛知県、野球、*1926年）
- 3月29日 - 中西勝己（大阪府、野球、*1935年）
- 3月31日 - アンドレア・ミード・ローレンス（アメリカ、アルペンスキー、*1932年）
- 4月10日 - 上原宏一（静岡県、ゴルフ、*1947年）
- 4月12日 - 境勝太郎（北海道、競馬、*1920年）
- 4月12日 - マイク・キーン（イングランド、サッカー、*1940年）
- 4月13日 - 小松則幸（大阪府、ボクシング、*1979年）
- 4月27日 - グレグ・ペイジ（アメリカ、ボクシング、*1958年）
- 5月9日 - チャック・デイリー（アメリカ、バスケットボール、*1930年）
- 5月13日 - アッキレ・コンパニョーニ（イタリア、登山家、*1914年）
- 5月14日 - ボブ・ロスバーグ（アメリカ、ゴルフ、*1926年）
- 5月17日 - 宇佐美徹也（栃木県、スポーツライター、*1933年）
- 5月29日 - カリーヌ・リュビ（フランス、スノーボード、*1978年）
- 6月13日 - 三沢光晴（埼玉県、レスリング、*1962年）
- 6月20日 - ゴドフリー・ランプリング（イギリス、陸上競技、*1909年）
- 6月22日 - 和田博実（大分県、野球、*1937年）
- 6月27日 - 永田七恵（旧姓・佐々木）（岩手県、マラソン、*1956年）
- 7月1日 - 保田隆芳（東京都、競馬、*1920年）
- 7月4日 - スティーブ・マクネア（アメリカ、アメリカンフットボール、*1973年）
- 7月11日 - アルツロ・ガッティ（カナダ、ボクシング、*1972年）
- 7月19日 - カレン・ハルプ（デンマーク、水泳、*1924年）
- 7月25日 - バーノン・フォレスト（アメリカ、ボクシング、*1971年）
- 7月30日 - 野崎泰一（広島県、野球、*1923年）
- 7月31日 - ボビー・ロブソン（イギリス、サッカー、*1933年）
- 8月2日 - 古橋廣之進（静岡県、水泳、*1928年）
- 8月6日 - 石塚武生（東京都、ラグビー、*1952年）
- 8月8日 - ダニエル・ハルケ（スペイン、サッカー、*1983年）
- 8月10日 - ウルポ・コルホネン（フィンランド、クロスカントリースキー、*1923年）
- 8月24日 - トニー・ザイラー（オーストリア、アルペンスキー、*1935年）
- 9月11日 - 若宮誠一（香川県、野球、*1926年）
- 9月12日 - ジャック・クレーマー（アメリカ、テニス、*1921年）
- 9月18日 - 横山富雄（北海道、競馬、*1940年）
- 9月25日 - 土井正三（兵庫県、野球、*1942年）
- 10月12日 - フランク・ヴァンデンブルック（ベルギー、自転車、*1974年）
- 10月18日 - 剛竜馬（東京都、プロレス、*1956年）
- 10月20日 - ユーリ・リャザノフ（ロシア、体操、*1987年）
- 10月23日 - 廣島日出国（宮崎県、陸上競技、*1937年）
- 11月3日 - 三村敏之（広島県、野球、*1948年）
- 11月4日 - イワン・ビアコフ（ロシア、バイアスロン、*1924年）
- 11月9日 - アル・セルヴィ（アメリカ、バスケットボール、*1917年）
- 11月10日 - ロベルト・エンケ（ドイツ、サッカー、*1977年）
- 11月16日 - 中田昌宏（兵庫県、野球、*1935年）
- 11月20日 - リノ・ラチェデリ（イタリア、登山家、*1925年）
- 11月21日 - ラスティ・カノコギ（アメリカ、柔道、*1935年）
- 11月24日 - 八木正雄（神奈川県、競馬、*1917年）
- 11月27日 - 根来広光（広島県、野球、*1936年）
- 12月30日 - 内田袈裟彦（長野県、ゴルフ、*1937年）